# Maesa haplobotrys
Maesa haplobotrys är en viveväxtart som beskrevs av Ferdinand von Mueller. Maesa haplobotrys ingår i släktet Maesa och familjen viveväxter. Inga underarter finns listade i Catalogue of Life.